# بكين رويال فايترز
بكين رويال فايترز أو بيكونغ فلاي دراغونز (بالصينية: 北京北控翱龙) هو فريق كرة سلة صيني تأسس في 2009 يقع في بكين. يلعب في الرابطة الصينية لكرة السلة.

## أبرز اللاعبين
- إستيبان باتيستا